# Deirdre Hunt
Deirdre Anne Hunt-Barlow' (apellido de soltera: Hunt, anteriormente: Langton y Rachid) es un personaje ficticio de la serie de televisión Coronation Street, interpretada por la actriz Anne Kirkbride del 20 de noviembre de 1972 hasta el 8 de octubre del 2014.
Anne sólo se tomaría tres meses de descanso y regresaría a la serie en el 2015, sin embargo lamentablemente Anne murió en enero del 2015 por lo que nunca pudo regresar a la serie.

## Biografía
Deirdre es hija de Blanche Linfield y de Donald Hunt quien trabajaba como gerente de un banco, su padre murió en enero de 1963 luego de ser golpeado por un coche luego de que este se estrellara en su casa.